# Agonum exaratum
Agonum exaratum är en skalbaggsart som beskrevs av Mannerheim. Agonum exaratum ingår i släktet Agonum och familjen jordlöpare. Arten har ej påträffats i Sverige. Inga underarter finns listade i Catalogue of Life.